# أرب 273
إيه آر بي 273 (بالإنجليزية Arp 273) هي مجموعة من المجرات المتداخلة، تقع على بعد 300 مليون سنة ضوئية عن الأرض وتقع في كوكبة المرأة المسلسلة. وُصفت أول مرة في أطلس المجرات المسلسلة الذي جُمع عام 1966م. وأكبر المجرات الحلزونية فيها التي تُدعى يو جي سي 1810 (بالإنجليزية UGC 1810) هي أضخم خمس مرات من أصغر واحدة.
تظهر المجرة الأصغر ، UGC 1813 ، علامات واضحة على تكوين نجم نشط في قلبها ومن المحتمل أن تكون قد مرت عبر المجرة الأكبر مؤخرًا.

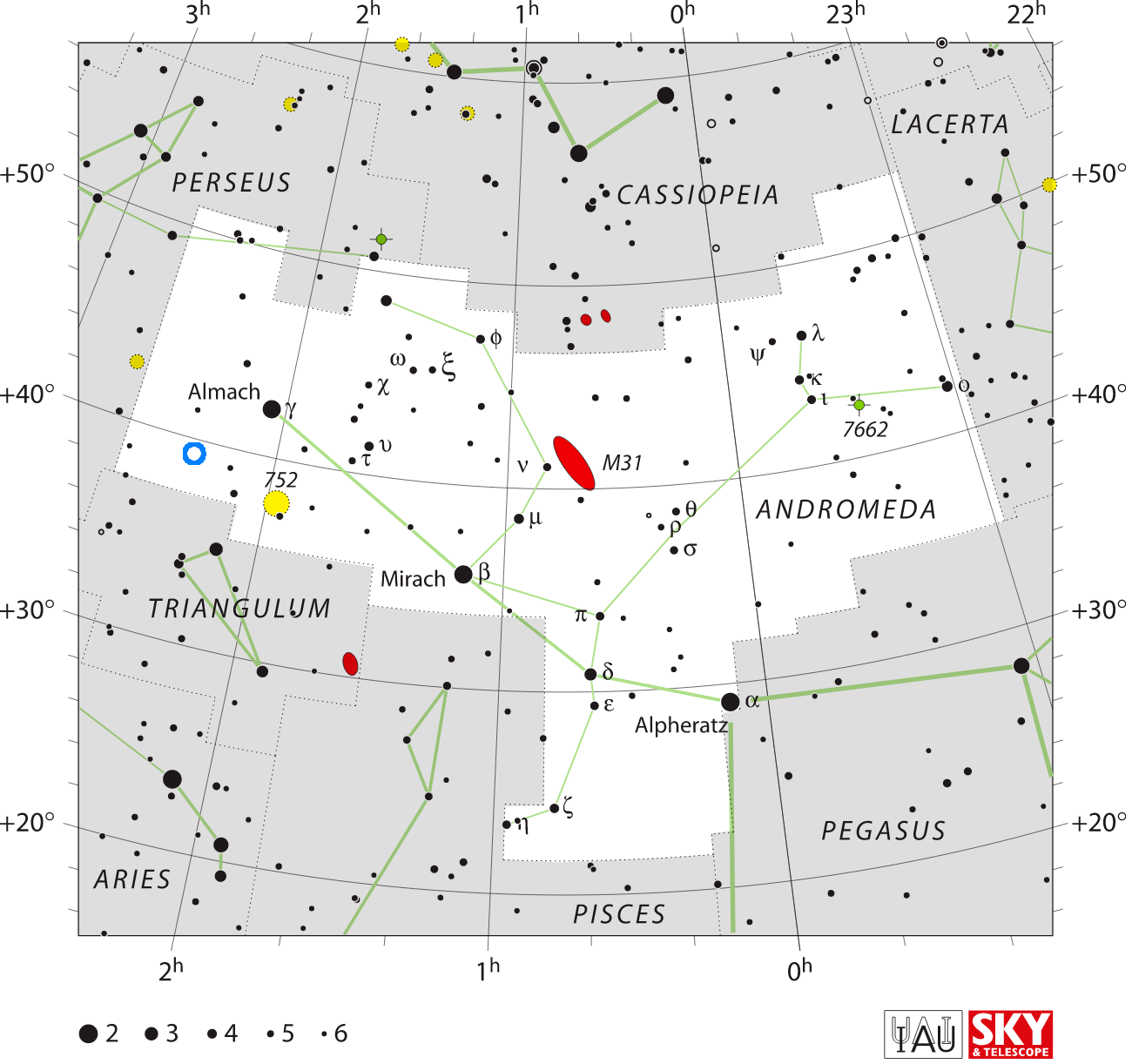
The location of Arp 273 (circled in blue)

## اقرأ أيضا
- أرب 299
- أرب 220
- NGC 274
- أرب 147